# NGC 1272
NGC 1272 is een elliptisch sterrenstelsel in het sterrenbeeld Perseus. Het hemelobject werd op 14 februari 1863 ontdekt door de Duits-Deense astronoom Heinrich Louis d'Arrest.

## Synoniemen
- PGC 12384
- UGC 2662
- MCG 7-7-58
- ZWG 540.98